# Distretto di Bellavista (Callao)
Il distretto di Bellavista è uno dei sette distretti della provincia costituzionale di Callao (che coincide con l'omonima regione), in Perù. Istituito il 6 ottobre 1915, si estende su una superficie di 4,56 chilometri quadrati.

Ha per capitale la città di Bellavista e contava 72.761 abitanti nel censimento del 2005.